# Ungarnkriege (1446–1490)
Die Ungarnkriege waren eine Reihe militärischer Auseinandersetzungen zwischen dem Habsburger Friedrich III. und Mátyás Hunyadi, genannt Matthias Corvinus.

## Kriegerische Auseinandersetzungen

### Thronfolgekämpfe um Ladislaus Postumus
Am 5. Juni 1446 wurde Janos Hunyadi zum Reichsverweser von Ungarn gewählt. Der neue Regent begann sofort einen Feldzug gegen den deutschen König Friedrich III., der sich weigerte, den jungen König Ladislaus Postumus (1440–1457) in Ungarn krönen zu lassen. Nachdem die ungarischen Heerhaufen gleichzeitig in die Steiermark, in Kärnten und in die Krain einfielen, zwangen anderweitige Schwierigkeiten Hunyadi, mit Friedrich für zwei Jahre einen Waffenstillstand abzuschließen. 1450 ging Hunyadi nach Preßburg, um mit Friedrich eine Übergabe von Ladislaus zu erreichen, es konnte aber keine Einigung erzielt werden. Die Opposition unter den Grafen von Cilli beschuldigten darauf den Reichsverweser, selbst den Thron übernehmen zu wollen. Hunyadi verzichtete auf alle seine Würden zugunsten des jungen Königs, sobald dieser Anfang 1453 nach Ungarn zurückkehrte. Die Hauptlast im Kampf gegen die Türken trugen die Hunyadi, während die Cilli völlig untätig blieben. Nach der Belagerung und Entsetzung Belgrads 1456 erlag Janos Hunyadi noch im selben Jahr einer Seuche, und Ulrich von Cilli wurde von Ladislaus, einem Sohn Johann Hunyadis, ermordet, dessen anschließende Hinrichtung in Ungarn Empörung auslöste. Der junge Ladislaus V. floh von Ofen nach Prag, wo ihn 1457 überraschend der Tod ereilte.

### Nachfolgekämpfe zwischen Ungarn und Österreich
Der 1458 zum König gewählte Matthias machte sich mit seiner Thronbesteigung den deutsch-römischen König Friedrich III. zum Feind, der gleichfalls die ungarische Königskrone beanspruchte. Zu einem vorübergehenden Ausgleich kam es 1463 durch den Vertrag von Ödenburg-Wiener Neustadt. Während des Burgundischen Erbfolgekrieges im Westen wurden die Habsburger zugleich im Osten bedroht. Der Tod des böhmischen Königs Georg von Podiebrad schuf ein Machtvakuum. Der König von Ungarn, Matthias Corvinus wollte eine Revision des Vertrages von 1463, der den Habsburgern eine etwaige Nachfolge in Ungarn zusicherte. Friedrich III. ging 1467 ein Bündnis mit dem polnischen Königssohn Wladislaw gegen Matthias ein und belehnte ihn 1477 mit dem Königreich Böhmen.
Stein – Gozzoburg – Radkersburg – Marburg – Hainburg – Pitten – Leitzersdorf – Korneuburg – Bruck – Wien – Feldsberg – Laa – Retz – Eggenburg – Wiener Neustadt

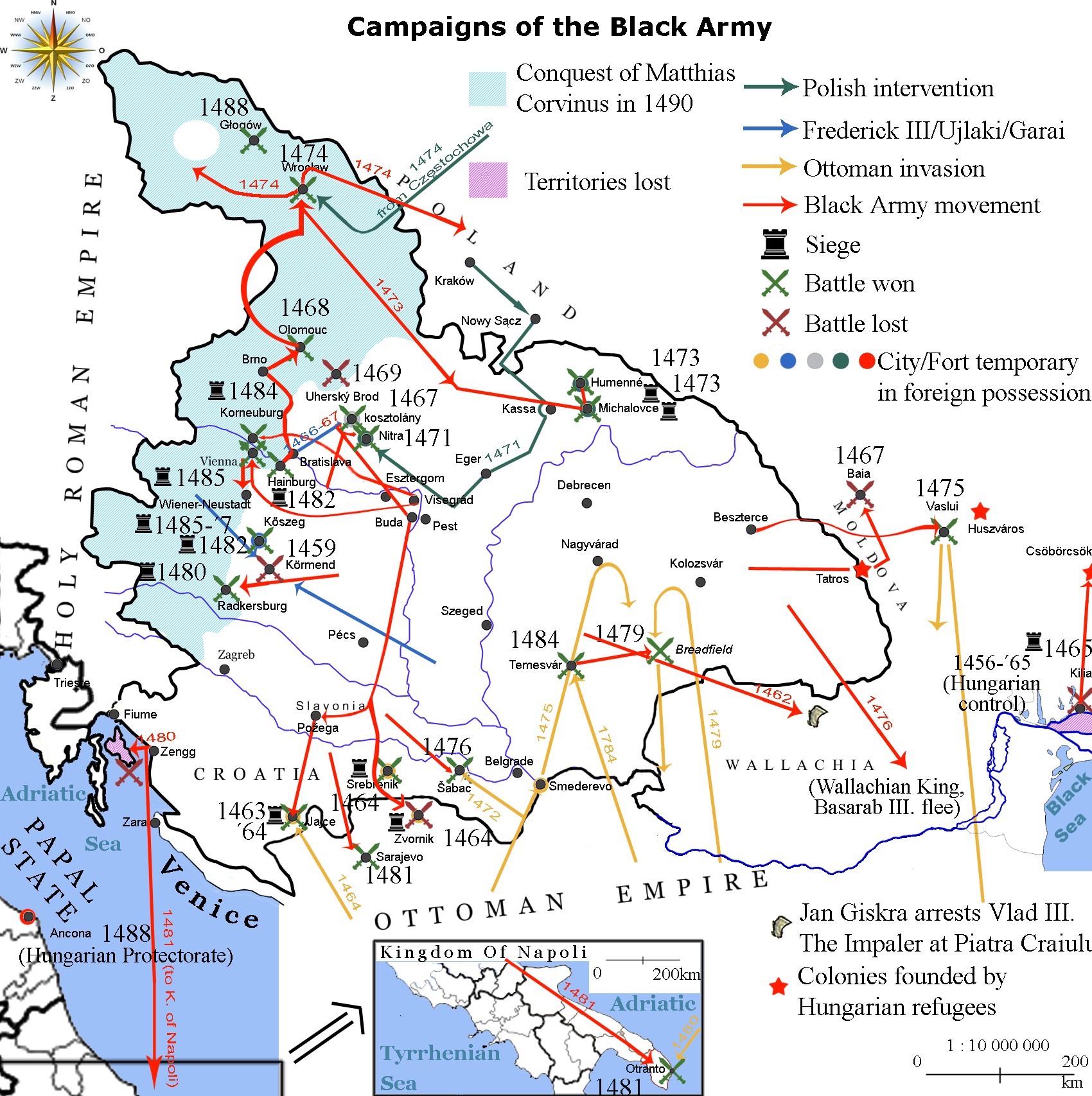

1477 fielen die Ungarn in die habsburgischen Lande ein. König Corvinus konzentrierte sich von nun an auf die Auseinandersetzung mit Friedrich III. Dem Kaiser gelang es nicht, die deutschen Kurfürsten und sonstigen Reichsstände für militärische Hilfe zu gewinnen. Im Frühjahr 1483 wich Friedrich von Wien in das sichere Wiener Neustadt aus, 1485 konnte Corvinus Wien erobern und ließ sich „Erzherzog von Österreich“ (Dux Austriae) nennen. Im August 1487 gelang den Ungarn die Einnahme von Wiener Neustadt, der neuen Kaiserresidenz im östlichen Niederösterreich. Friedrich musste zunächst nach Graz und zeitweise in das oberösterreichische Linz flüchten. Nachdem auf dem Reichstag zu Nürnberg im Jahre 1487 der Reichskrieg gegen Ungarn beschlossen worden war, erhielt Albrecht von Sachsen den Oberbefehl über das gesamte Reichsheer. Er sollte sich damit dem ungarischen König Matthias Corvinus entgegenstellen. Nach Besetzung Wiens bestand Albrechts Aufgabe in der Rückeroberung der verlorenen Gebiete. Dies scheiterte jedoch an der schlechten Ausrüstung seines Heeres, sodass er einen Defensivkrieg führen musste. Einen der wenigen Siege erstritten die kaiserlichen Truppen dank geschickter Taktik gegen den zahlenmäßig überlegenen Gegner bei dem Schloss Negau (heute Grad Negova im Nordosten Sloweniens). Herzog Albrecht von Sachsen wusste, dass in nächster Zeit keine entscheidende Hilfe aus dem Reich zu erwarten war, sich aber die Lage in den Erblanden zusehends verschlechtern würde. Sein Verdienst war es, die Ländereien ob der Enns vor ungarischen Einfällen bewahrt zu haben – trotz aller Schwierigkeiten.  Am 17. November 1487 informierte Herzog Albrecht von Sachsen den Kaiser darüber, dass unter den realen Gegebenheiten in den Erblanden ein Ausgleich mit dem König von Ungarn das einzig Sinnvolle sei.
Anfang Dezember traf Matthias Corvinus mit Albrecht von Sachsen in Markersdorf an der Pielach zusammen, wenig später kam am 16. Dezember ein Waffenstillstand in St. Pölten zustande, den Albrecht gegen den Willen des Kaisers aushandelte und der bis zum Tod des ungarischen Königs mehrmals verlängert wurde. Nach Differenzen mit dem Kaiser legte Albrecht die Reichshauptmannschaft dann im Februar 1488 nieder.
Als König Matthias Corvinus im April 1490 überraschend in Wien starb und keine legitimen Erben hinterließ, kam es zur militärischen Wende. Friedrich konnte die besetzten Gebiete zurückgewinnen. Maximilian beschäftigte sich im Juli und Anfang August erfolgreich mit der Rückeroberung der durch die Ungarn besetzten Plätze in der Steiermark, in Kärnten und in Krain. Am Feldzug persönlich beteiligten sich neben Markgraf Sigmund von Brandenburg, der schon Anfang Juni an der Spitze von 60 Berittenen nach Linz gezogen war, Landgraf Wilhelm von Hessen, Graf Rudolf von Anhalt und ab Mitte September Herzog Christoph von Bayern mit dem beachtlichen Truppenkontingent von 1.200 Reitern. Herzog Albrecht von Bayern-München, der sich vom König Fürsprache und vom Kaiser ein Stillhalten im Achtprozeß gegen Regensburg erhoffte, hatte auf inständige Bitten Maximilians Kriegsgerät und hundert Berittene geschickt.
Die Bürger Wiener Neustadts öffneten Maximilian die Tore, während die ungarische Besatzung sich in die Burg zurückzog. Gleiches geschah in Wien. Hier aber begann Maximilian die Belagerung der Wiener Burg, die er unter Beschuss nahm. Nach dem ersten Sturm ergab sich die ungarische Besatzung, zudem der Statthalter Zapolya inzwischen abgezogen war.
Die Ungarn wählten am 15. Juli 1490 den böhmischen Herrscher Wladislaw zum ungarischen König. Im Frieden von Preßburg vom 7. November 1491 konnten die Habsburger ihre territoriale Machtbasis im Osten gegenüber Ungarn sichern. Der bisher kinderlos gebliebene Wladislaw wurde von Friedrich III. als ungarischer König anerkannt, doch sollte sein Reich beim Fehlen von Erben an den Kaisersohn Maximilian übergehen.